# Nérchinsk
Nérchinsk (del ruso: Не́рчинск) es una ciudad del krai de Zabaikalie, Rusia, ubicada a la orilla izquierda del río Nercha, 7 km antes de que este desagüe en el Shilka, 644 km al este del lago Baikal, 225 km al oeste de la frontera con China y 305 km al este de Chitá, la capital del krai. Su población en el año 2010 era de casi 15 000 habitantes.

## Historia

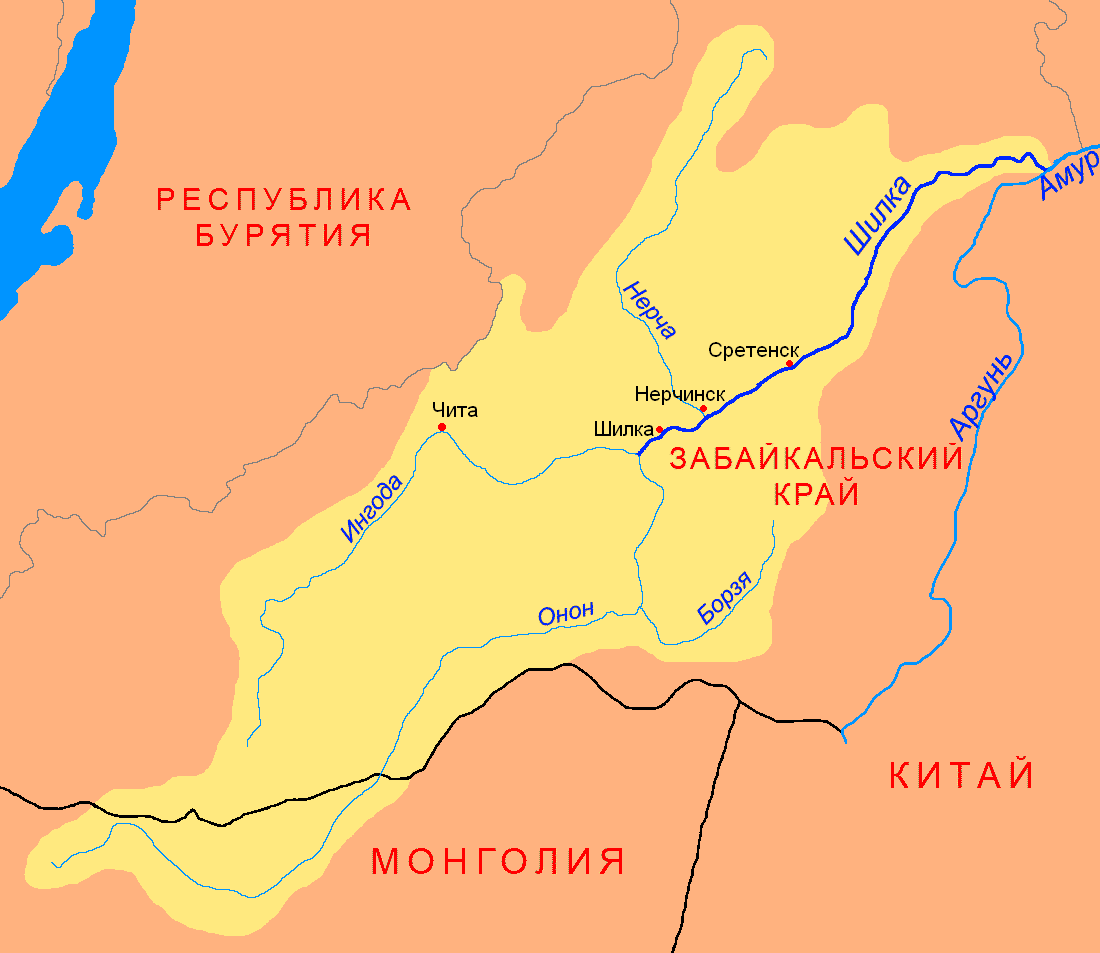
Mapa en ruso del río Shilka (Шилка) en el que aparece, a la orilla del río Nercha (Нерча) —un afluente por la izq. de su curso alto—, Nérchinsk (Не́рчинск)

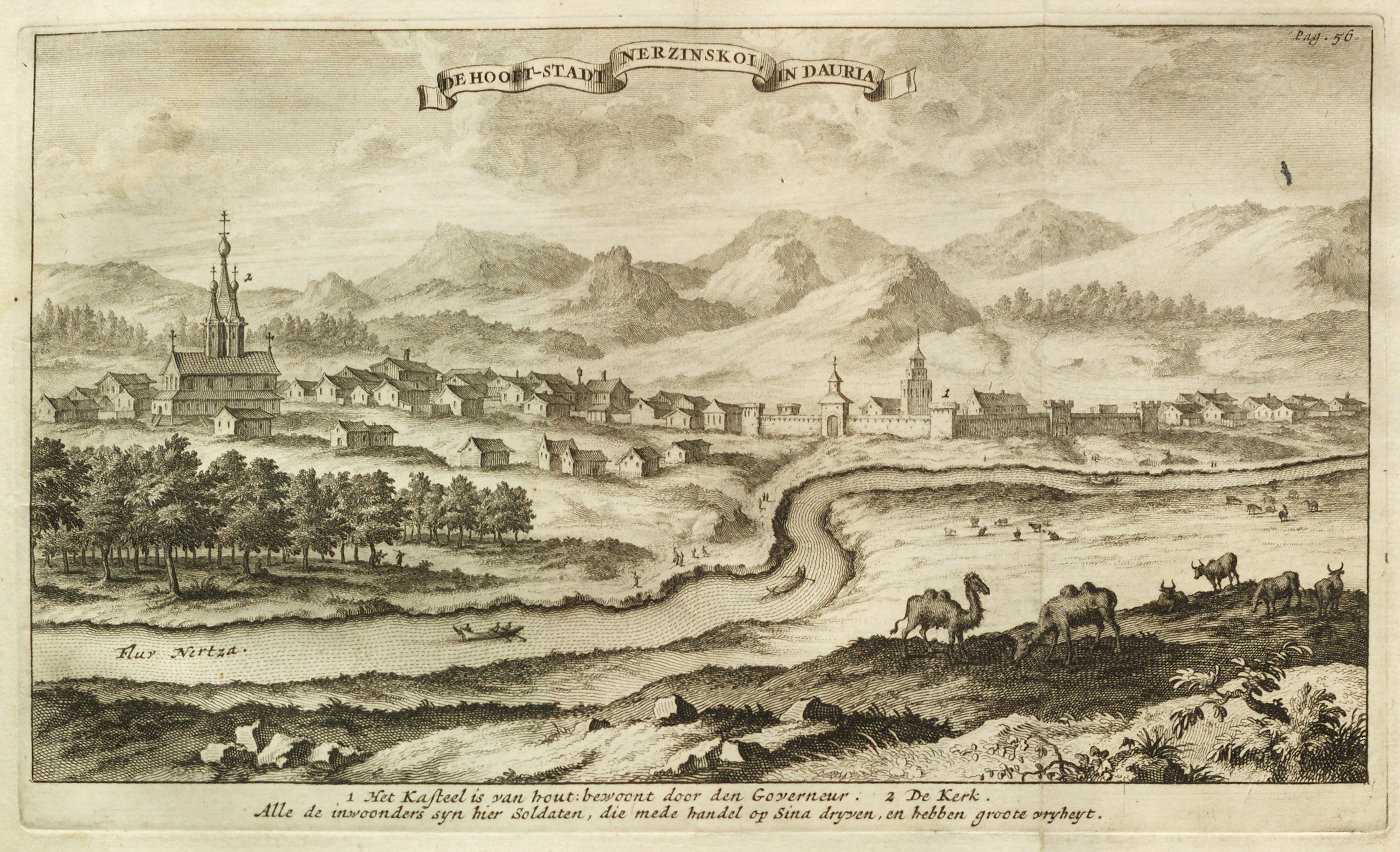
Grabado de Nérchinsk, año 1710

Se fundó como una fortaleza en 1654. En esa época tenía comunicación con las principales ciudades cosacas de la región del Amur, así como con la ciudad de Yakutsk. En 1689 Rusia y China firmaron el tratado de Nérchinsk que frenó el avance de los rusos en la cuenca del Amur durante dos siglos.
Después de dicho tratado Nérchinsk se convirtió en el centro comercial de los rusos con China, pero la apertura de una nueva ruta comercial a través de Mongolia, vía Urga (el nombre antiguo de Ulán Bator), hizo que perdiese esa posición primordial como centro del comercio. Sin embargo, Nérchinsk adquirió de nuevo importancia al descubrirse ricas minas en sus alrededores.
El famoso aventurero e ingeniero inglés Samuel Bentham (1757-1831), visitó la ciudad en 1782, y opinó que podía llegar a ser un importante puerto con el Pacífico a través del río Amur.
Finalmente, Nérchinsk perdió importancia cuando el ferrocarril transiberiano la bordeó y la estación de la región se construyó en Chitá, ciudad que desde ese momento ganó en popularidad e importancia a Nérchinsk.